# Litsea japonica
Litsea japonica är en lagerväxtart som beskrevs av Charles-François Brisseau de Mirbel. Litsea japonica ingår i släktet Litsea och familjen lagerväxter. Inga underarter finns listade i Catalogue of Life.